# Cemal Süreya
Cemal Süreya (Tunceli, 1931 – Istanbul, 9 gennaio 1990) è stato un poeta e scrittore turco.
La famiglia di Cemal Süreya, di origine zaza fu portata da Tunceli a Birecik, una città dell'ovest di Turchia, dopo la ribellione scoppiata nell'est di Turchia. Il poeta descrisse il loro esilio in questo modo:
" 
Ci hanno riempito in un camioncino
 
sotto la sorveglianza di due gendarmi
 
poi in un carro di merci

con quei gendarmi

ci hanno buttato ad un villaggio

dopo un viaggio
 
durato per giorni

abbaiavano i cani

di preistoria"
Si è laureato dalla facoltà di scienze politiche dell'Università di Ankara. Era il redattore capo della rivista letteraria Papirus. I poemi e gli articoli di Süreya sono stati pubblicati nelle riviste Yeditepe, Yazko, Pazar Postası, Yeni Ulus, Oluşum, Türkiye Yazıları, Politika, Aydınlık e Somut.

## Opere

### Poesia
- Üvercinka (1958)
- Göçebe (1965)
- Beni Öp Sonra Doğur Beni (1973)
- Sevda Sözleri (Collected Poems, 1984)
- Güz Bitiği (1988)
- Sıcak Nal (1988)

### Articoli
- Şapkam Dolu Çiçekle (1976)
- Günübirlik (1982)
- 99 yüz (1990)
- Folklor Şiire Düşman (1992)
- Uzat Saçlarını Frigya (1992)
- Aritmetik iyi Kuşlar Pekiyi (1993) - per i bambini